# Göltürkbükü
Göltürkbükü ist eine zum Kreis Bodrum gehörende Gemeinde der türkischen Provinz Muğla.

## Lage
Der Ort liegt im Norden der Bodrum-Halbinsel. Im Norden und Osten grenzt Göltürkbükü ans Ägäische Meer, im Westen an Gündoğan und im Südosten an Torba.

## Verwaltung
Göltürkbükü wurde am 18. April 1999 durch den Zusammenschluss der ehemals selbständigen Orte Gölköy und Türkbükü gegründet. Bürgermeister ist Halil Ibrahim Kaynar.

## Einwohner
Der Ort hat 3250 Einwohner. In manchen Monaten steigt die Einwohnerzahl – bedingt durch Zweitwohnsitze – bis auf 10.000. Göltürkbükü ist ein beliebtes Feriendomizil der türkischen High Society.